# توشيو ماتسوموتو
توشيو ماتسوموتو (باليابانية: 松本 俊 夫؛ 25 مارس 1932-12 أبريل 2017) كان مخرج أفلام ياباني قليل الإنتاجية، أخرج ثلاثة أفلام طويلة وعنده الكثير من الأفلام القصيرة.

## سيرته
ولد ماتسوموتو في ناغويا، أيتشي، اليابان وتخرج من جامعة طوكيو عام 1955. كان فيلمه القصير الأول جينرين، الذي أخرجه في عام 1955. أشهر أفلامه هو موكب جنازة الورود (بارا نو سوريتسو). كان الفيلم مستوحى بشكل فضفاض من أوديب ريكس، حيث ظهر متخنث (يصوره بيتر) يحاول الصعود في عالم نوادي مضيفة طوكيو.
نشر ماتسوموتو العديد من كتب التصوير الفوتوغرافي وكان أستاذًا وعميدًا للفنون في جامعة كيوتو للفنون والتصميم. كما شغل منصب رئيس الجمعية اليابانية لفنون وعلوم الصور. في أوائل الثمانينيات قام بالتدريس في معهد كيوشو للفنون والتصميم (كيوشو جيجوتسو كوكا دايجاكو).
عاش في طوكيو حتى وفاته في 12 أبريل 2017.

## وصلات خارجية
- توشيو ماتسوموتو على موقع IMDb (الإنجليزية)
- توشيو ماتسوموتو على موقع ألو سيني (الفرنسية)
- توشيو ماتسوموتو على موقع أول موفي (الإنجليزية)
- توشيو ماتسوموتو على موقع قاعدة بيانات الأفلام السويدية (السويدية)
- توشيو ماتسوموتو على موقع ديسكوغز (الإنجليزية)
- توشيو ماتسوموتو على موقع قاعدة بيانات الفيلم (الإنجليزية)
- توشيو ماتسوموتو على موقع كينوبويسك (الروسية)
- توشيو ماتسوموتو على موقع ANN person (الإنجليزية)